# Turismo na região Centro-Oeste do Brasil

Região Centro-oeste do Brasil.

O turismo vem se desenvolvendo rapidamente na região Centro-Oeste do Brasil, atraindo visitantes de várias partes do mundo. A região mais conhecida é o Pantanal, no Mato Grosso e Mato Grosso do Sul. Trata-se da maior planície inundável do mundo e uma das maiores bacias de sedimentação do planeta. Outros pontos de interesse são as chapadas, como a dos Guimarães, em Mato Grosso, e a dos Veadeiros, em Goiás. Há ainda Brasília, no Distrito Federal, marco da arquitetura e urbanismo modernos.

## Distrito Federal

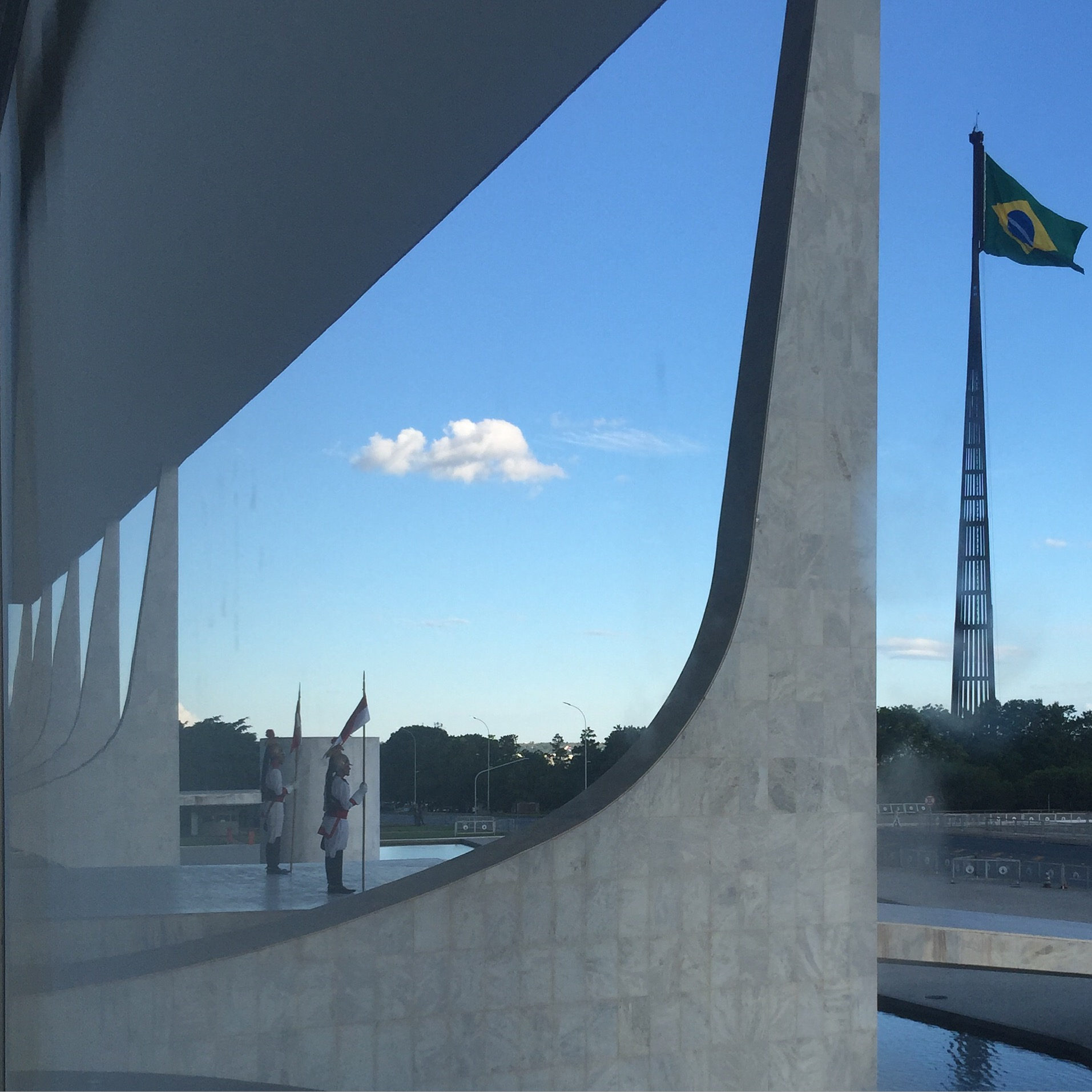
Dragões da Independência fazem guarda do Palácio do Planalto, em Brasília. Sede da Presidência da República e um dos principais pontos turísticos da Região Centro Oeste.

O Distrito Federal é muito conhecido por abrigar Brasília, a capital do país. Patrimônio Mundial da Humanidade, Brasília, está entre os 10 melhores destinos turísticos  de arquitetura do mundo, sendo uma cidade moderna que além de centro político é um dos principais polos econômicos do país. A cidade recebe grandes eventos, e possui uma das maiores rede hoteleira do Brasil. É a maior cidade do mundo construída no século XX, tendo como alguns de seus principais pontos turísticos obras de Oscar Niemeyer.
Brasília é detentora da maior área tombada do mundo – 112,25 km² – e foi inscrita pela UNESCO na lista de bens do Patrimônio Mundial da Humanidade em 7 de dezembro de 1987, sendo o único bem contemporâneo a merecer essa distinção. Além de diversas outras regiões.

## Goiás

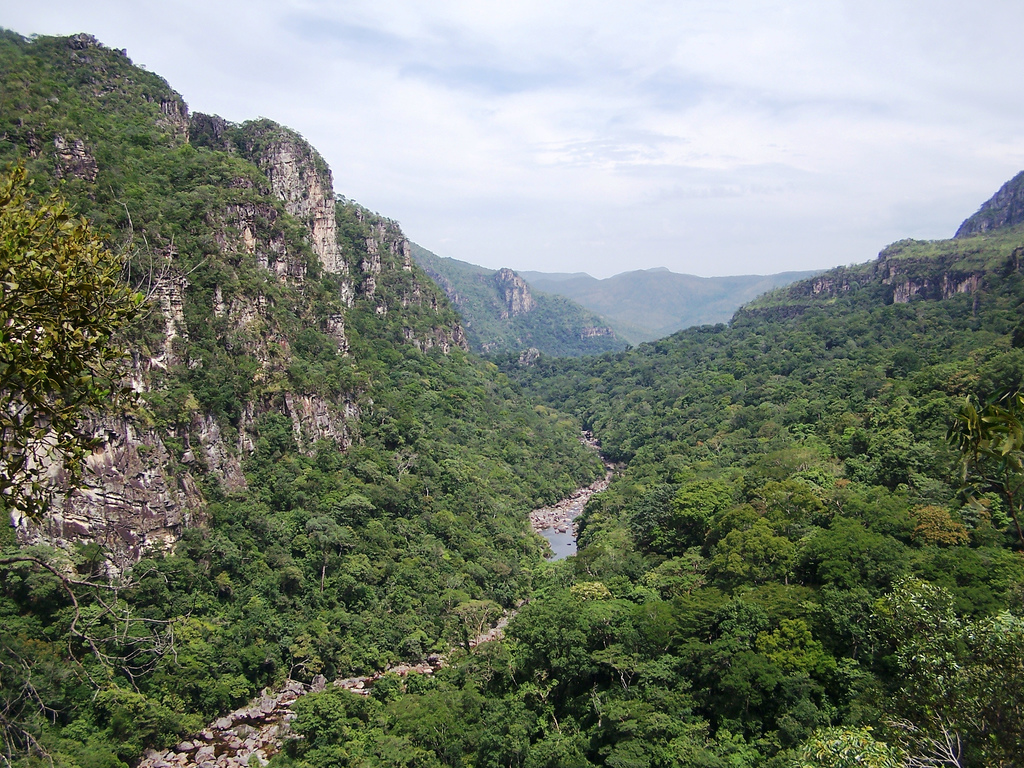
Vale do Rio Preto, Parque Nacional da Chapada dos Veadeiros

O estado de Goiás é muito conhecido por suas belezas naturais. Entre elas, recebem destaque o Parque Nacional da Chapada dos Veadeiros e o Parque Nacional das Emas, que representam a conservação do cerrado. A prática de mergulho é realizada no Lago de Serra da Mesa. As águas termais são encontradas principalmente em Caldas Novas e Rio Quente. Quanto ao aspecto cultural, o patrimônio histórico pode ser encontrado em Pirenópolis, Goiás, Niquelândia e Corumbá de Goiás, que também possuem cachoeiras. Grutas existem praticamente em todas as cidades do Brasil Goiano.
Goiás é banhado por quatro bacias hidrográficas: a Bacia do rio Paraná, a bacia do Tocantins, a Bacia do rio Araguaia e uma pequena porção da Bacia de São Francisco.
•Goiás possui extensão territorial de 340.103,467 quilômetros quadrados. É composto por 246 municípios.
•Localizado no Centro-Oeste brasileiro, Goiás é o estado mais populoso da Região. Faz limite com os Estados do Mato Grosso, Mato Grosso do Sul, Bahia, Minas Gerais e Tocantins, além do Distrito Federal
Destacam-se também a comunidade quilombola de Cavalcante e a comunidade exotérica de Alto Paraíso de Goiás. Em Ivolândia encontra-se a cidade de Pedra. A cidade de Paraúna também conta com formações rochosas. A cidade de Lago Verde possui diversos pontos turísticos.
A capital Goiânia possui, no seu centro, o maior acervo do estilo patrimonial em art déco no Brasil. Oferece atrativos culturais, além das feiras diárias e da Feira Hippie, aos domingos, a maior do gênero na América Latina.
Em Anápolis, a Base Aérea também é um importante fator de atração turístico, já que anualmente abre seus portões atraindo milhares de pessoas de várias cidades vizinhas, inclusive de outros estados.

## Mato Grosso

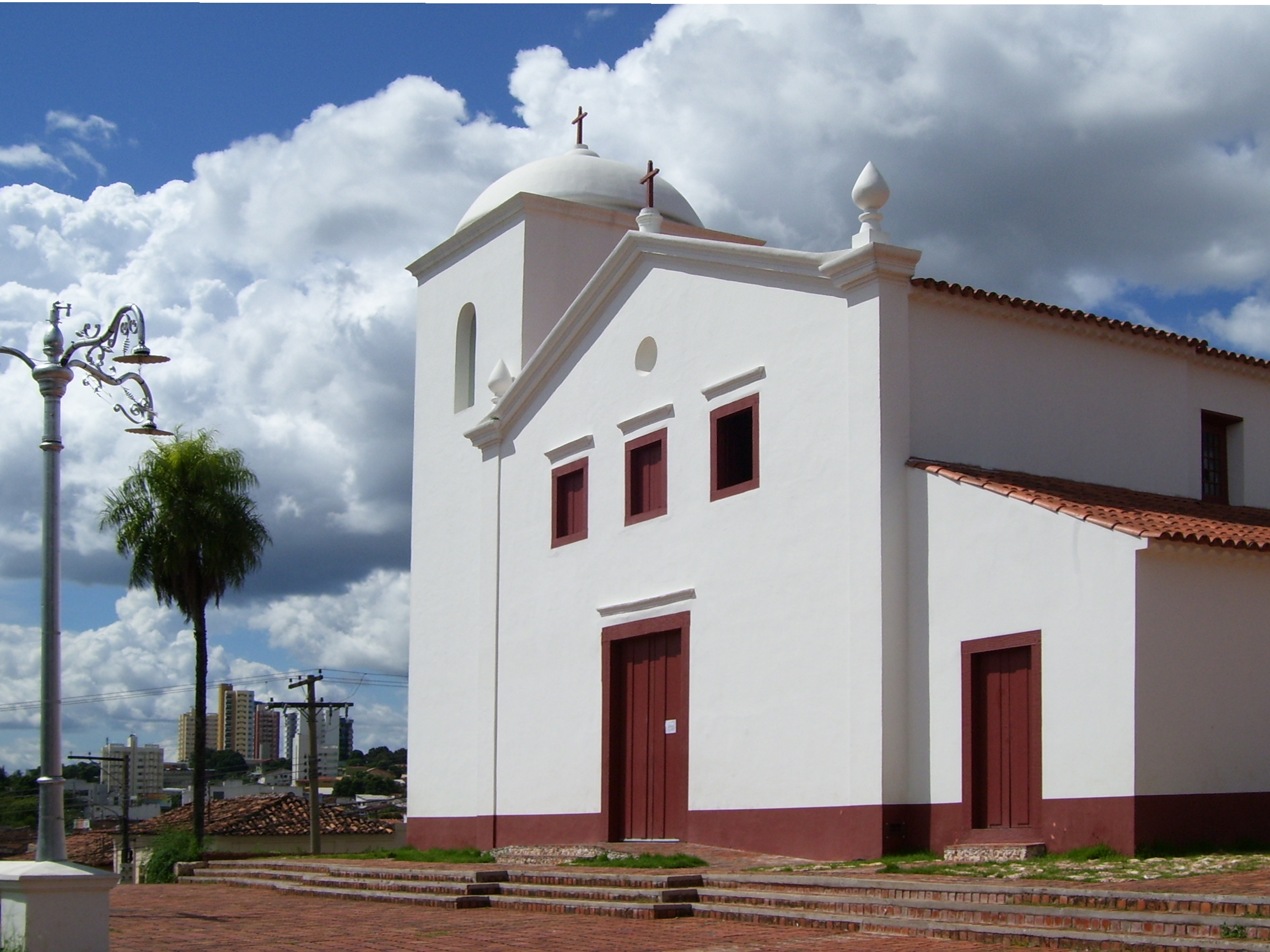
Igreja do Rosário e São Benedito em Cuiabá

O estado do Mato Grosso tem uma das entradas para o Pantanal na cidade de Poconé e também faz parte da Floresta Amazônica, destacando o Parque Estadual Cristalino. Sua capital é Cuiabá que hoje está focada no turismo de negócios sendo destino de vários congressos e feiras devido a sua ótima estrutura hoteleira e de centros de eventos.
A cidade de Chapada do Guimarães, distante 65 km da capital, é o principal destino dos turistas que vêm a Mato Grosso. 
O grande atrativo é a natureza exuberante formada por paredões com formações rochosas, grutas, mirantes e cachoeiras, que juntamente com a flora e a fauna, principalmente os pássaros, atraem muitos turistas brasileiros e estrangeiros. 
O Parque Nacional de Chapada dos Guimarães reúne todas essas atrações e tem uma boa infraestrutura com quiosques, restaurante, banheiros e guias para receber bem o turista.
A cidade de Nobres fica a 120 km de Cuiabá e disponibiliza rios de águas transparentes para a prática da flutuação onde pode-se observar diversas espécies de peixes.
Mais ao sul do estado, destacam-se os balneários de águas quentes naturais localizados nas cidades de Juscimeira e Jaciara, onde também está localizada a Cachoeira da Fumaça, complexo de rios e cachoeiras muito procurados para a prática do rafting.

## Mato Grosso do Sul

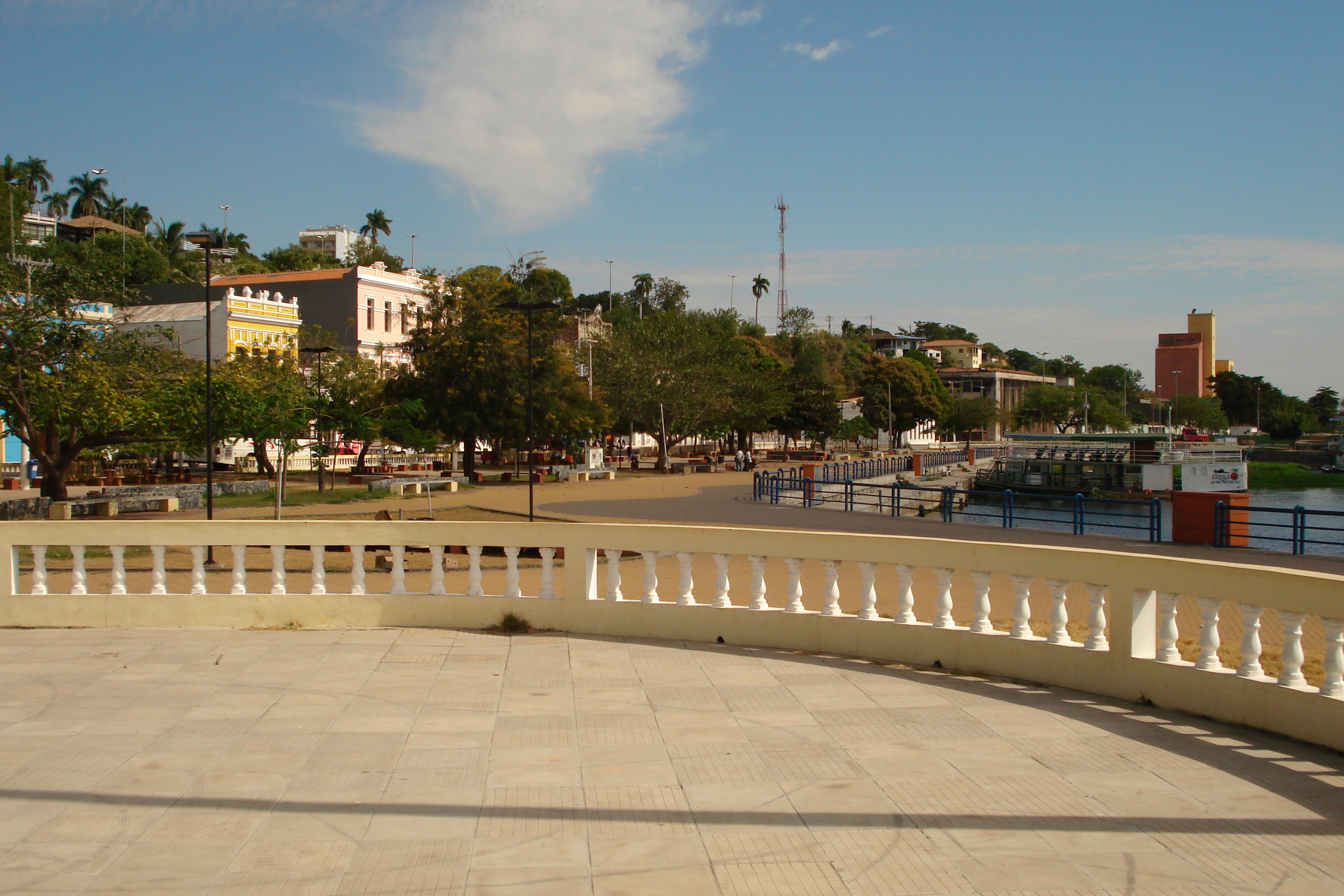
Casario do Porto Geral de Corumbá

O estado do Mato Grosso do Sul é mundialmente conhecido por sua biodiversidade. O estado possui várias diversidades, um bom lugar para viajar, encontrada principalmente no Complexo do Pantanal e no Parque Nacional da Serra da Bodoquena.
Sua capital é Campo Grande e suas principais cidades turísticas são Bonito, Jardim e Bodoquena localizados no Parque Nacional da Serra da Bodoquena. Se destacam também as cidades de Corumbá, Aquidauana, Anastácio e Porto Murtinho no Complexo do Pantanal, Ponta Porã e Bela Vista na fronteira com o Paraguai, além das cidades de Rio Verde e Fátima do Sul.
A cidade de Bonito, pequena com seus modestos 22 mil habitantes, é reconhecida como a capital mundial de ecoturismo - recebendo um número crescente de visitantes a cada ano - 205.460 turistas em 2021 e 145.219 em 2021 - um crescimento de aproximadamente 42%. O crescimento acelerado se deve à pandemia do COVID-19. 

O local tem se destacado por conta de sua rica fauna e flora: cachoeiras, grutas e lagos. Para turistas que amam aventuras, o destino é um prato cheio: mergulho em lindas lagoas com águas cristalinas, trilhas, flutuações em balneários, passeios de bote e muito mais. A tendência de crescimento na região é grande e a cidade esperta voltar aos números antes da paralisação do turismo.  